# 글리제 453
글리제 453(Gliese 453)은 바다뱀자리에 있는 별로, 단독성이며 분광형 K5V의 오렌지색 왜성이다. 이 별은 지구에서 약 33광년 떨어져 있다. 위치는 적경 11시 57분 56.2초, 적위 -27도 42분 25.3초이다. 겉보기 등급은 +6.98로, 맨눈으로는 볼 수 없다.

## 같이 보기
- 가까운 밝은 별
- 오렌지색 왜성